# Flavoparmelia pachydactyla
Flavoparmelia pachydactyla är en lavart som först beskrevs av Hale, och fick sitt nu gällande namn av Hale. Flavoparmelia pachydactyla ingår i släktet Flavoparmelia och familjen Parmeliaceae.   Inga underarter finns listade i Catalogue of Life.